# Reconquista (Spaans-Amerika)
De Reconquista was de oorlog die Spanje van 7 november 1808 tot 9 juli 1809 uitvocht voor het herstel van het Spaanse bewind in Santo Domingo. 

## Achtergrond
Ondanks het Tweede verdrag van Bazel van 1795, waardoor Spanje de kolonie Hispaniola aan Frankrijk moest afstaan, was Santo Domingo nog gedeeltelijk in Spaanse handen. De Britten erkende de overdracht niet, omdat het de oude bepalingen van het Verdrag van Utrecht zou schenden. De Fransen, onder leiding van de broer van Napoleon, generaal Charles Victor Emmanuel Leclerc, had Haïti in 1802 afgestoten. Dit leidde in 1804 tot een Haïtiaanse invasie in het vroegere Spaanse deel van Hispaniola. In het begin van 1808 vielen de Franse Spanje binnen, waardoor in Santo Domingo snel troepen werden gevormd om de daar aanwezige Fransen te bestrijden. 

## De strijd
De eerste slag vond plaats op 7 november 1808 in Palo Hincado. Met een verrassingsaanval, uitgevoerd door generaal Juan Sánchez Ramírez. Met een leger van lokale en Puerto Ricaanse soldaten werd het Franse garnizoen, onder bevel van gouverneur Generaal Louis Ferrand, volledig verslagen. Na deze nederlaag pleegde Ferrand zelfmoord. Generaal Dubarquier hoorde het nieuws en vormde in Santo Domingo een leger van 2000 soldaten. 
De tweede en laatste grote actie was de 8 maanden durende belegering van Santo Domingo tussen 7 november 1808 en 11 juli 1809. Een leger van 1850 Dominicaanse en Puerto-Ricaanse troepen onder leiding van generaal Juan Sánchez Ramírez sloot de stad Santo Domingo, met het garnizoen van 2000 Franse soldaten onder leiding van generaal Dubarquier, volledig af.
Generaal-majoor Hugh Lyle Carmichael van de Britse marine vertrok van Jamaica, met de 2e West-Indische, 54e en 55e divisie en het Royal Irish Regiment, voor een blokkade van de haven. Op 30 juni werd in opdracht van Carmichael's de kerk San Carlos aan de rand van de hoofdstad ingenomen, waardoor de communicatie tussen Santo Domingo en Fort San Jerónimo, 3,5 km ten westen van de stad, werd afgesneden. Tegelijkertijd werd een strand voor ondersteunen van Cumby's squadron beveiligd. De gedemoraliseerde Franse verdedigers hadden tevergeefs gevraagd om een wapenstilstand, ze herhaalden de aanvraag op 1 juli toen de eerste Britse troepen over land arriveren.

## Het slot
Tijdens de onderhandelingen handhaafde Carmichael de druk, door het installeren van zware belegeringsbatterijen en het groeperen van zijn troepen voor een aanval. Op 6 juli capituleerde Barquier, onder voorwaarde van overgave aan de Britten en niet aan de Spanjaarden. De volgende dag bezetten de Roodjassen de stad en Fort San Jerónimo. De Franse verdedigers werden rechtstreeks naar Port Royal op Jamaica vervoerd en was de strijd gestreden zonder verlies van mensenlevens.
De leider van de opstand Juan Sanchez Ramirez, werd in 1809 de nieuwe Spaanse gouverneur van Santo Domingo, het tijdperk van 1809 tot 1821 is in Dominicaanse geschiedschrijving ook bekend als La España Boba (Het domme Spanje). De periode werd afgesloten op 01 december 1821 met een kortstondige onafhankelijkheid. De nieuwe republiek zocht aansluiting bij Groot Colombia in plaats van Haïti. Boyer, sinds 1820 de nieuwe leider van Haïti, had andere plannen en overviel de nieuwe natie in 1822, hierdoor kwam het weer in handen van de Haïtianen die het hele eiland Haïti noemde.